# Gyroidella
Gyroidella es un género de foraminífero bentónico de la subfamilia Gavelinellinae, de la familia Gavelinellidae, de la superfamilia Chilostomelloidea, del suborden Rotaliina y del orden Rotaliida. Su especie tipo es Gyroidella planata. Su rango cronoestratigráfico abarca el Holoceno.

## Clasificación
Gyroidella incluye a la siguiente especie:
- Gyroidella planata